# Alice Bel Colle
Alice Bel Colle is een gemeente in de Italiaanse provincie Alessandria (regio Piëmont) en telt 780 inwoners (31-12-2004). De oppervlakte bedraagt 12,1 km², de bevolkingsdichtheid is 64 inwoners per km².

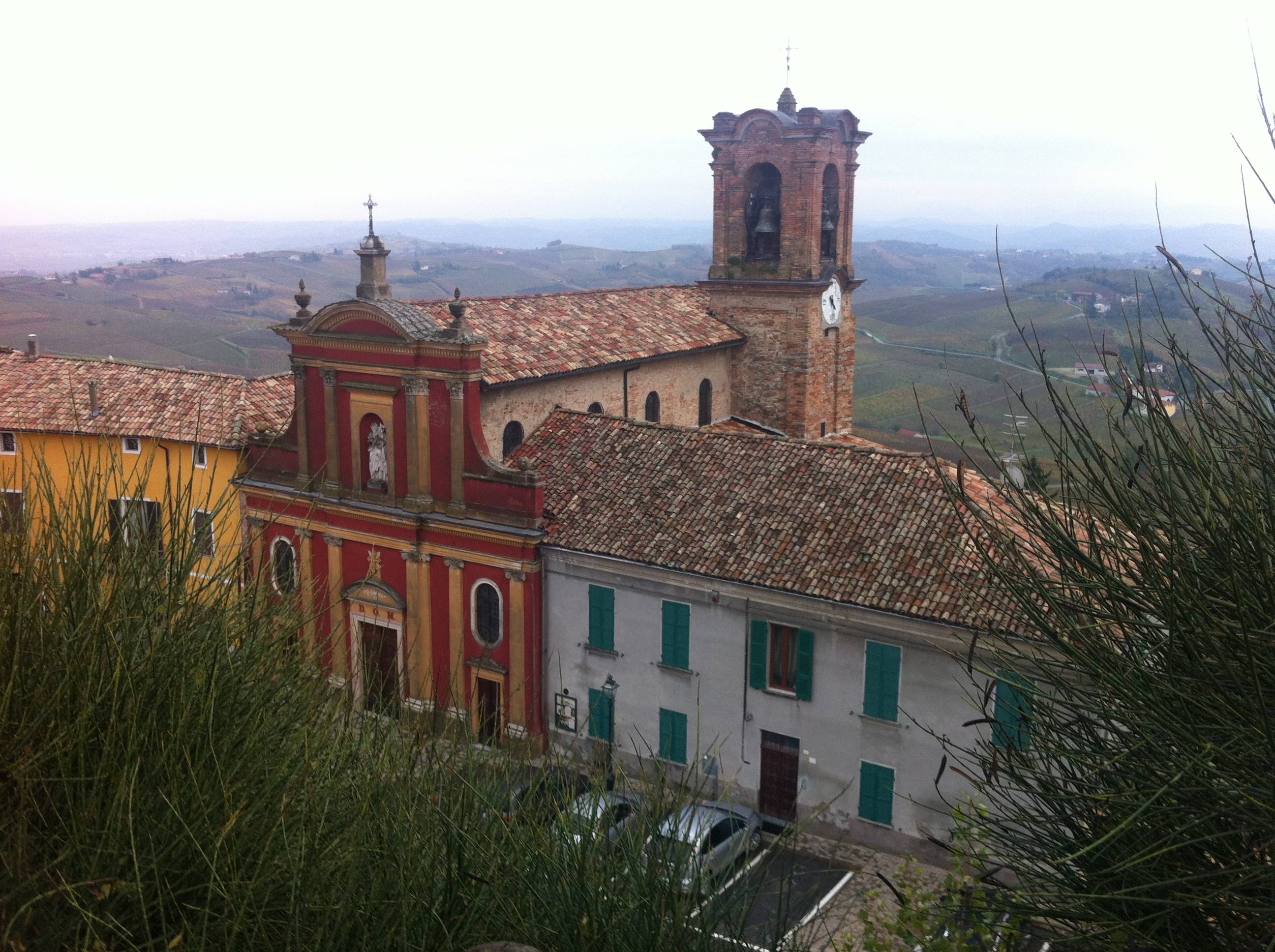
Kerk van St. Johannes de Doper
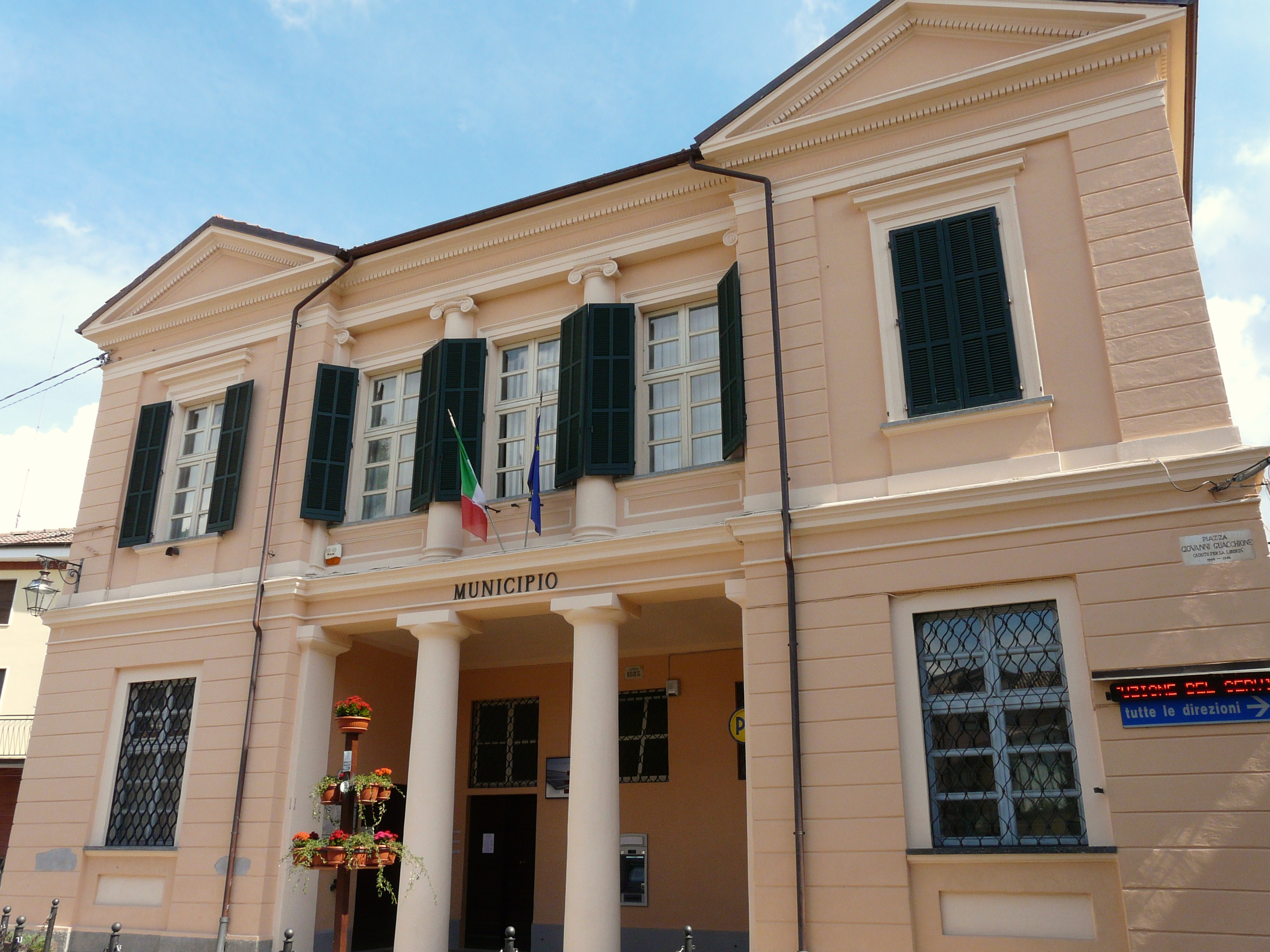
Gemeentehuis

## Demografie
Alice Bel Colle telt ongeveer 372 huishoudens. Het aantal inwoners daalde in de periode 1991-2001 met 7,7% volgens cijfers uit de tienjaarlijkse volkstellingen van ISTAT.
| Jaar | Inwoneraantal |
| ---- | ------------- |
| 1991 | 852           |
| 2001 | 786           |

## Geografie
De gemeente ligt op ongeveer 418 meter boven zeeniveau.
Alice Bel Colle grenst aan de volgende gemeenten: Acqui Terme, Cassine, Castel Rocchero (AT), Castelletto Molina (AT), Fontanile (AT), Maranzana (AT), Quaranti (AT), Ricaldone.